# Metis (maan)
Metis is de binnenste maan van Jupiter. Ze werd ontdekt in 1979 door de Voyager 1 ruimtesonde en werd vernoemd naar de mythologische figuur Metis, de eerste vrouw van Zeus.
Metis ligt binnenin de hoofdring van Jupiter en kan bron zijn van het materiaal waaruit deze bestaat.

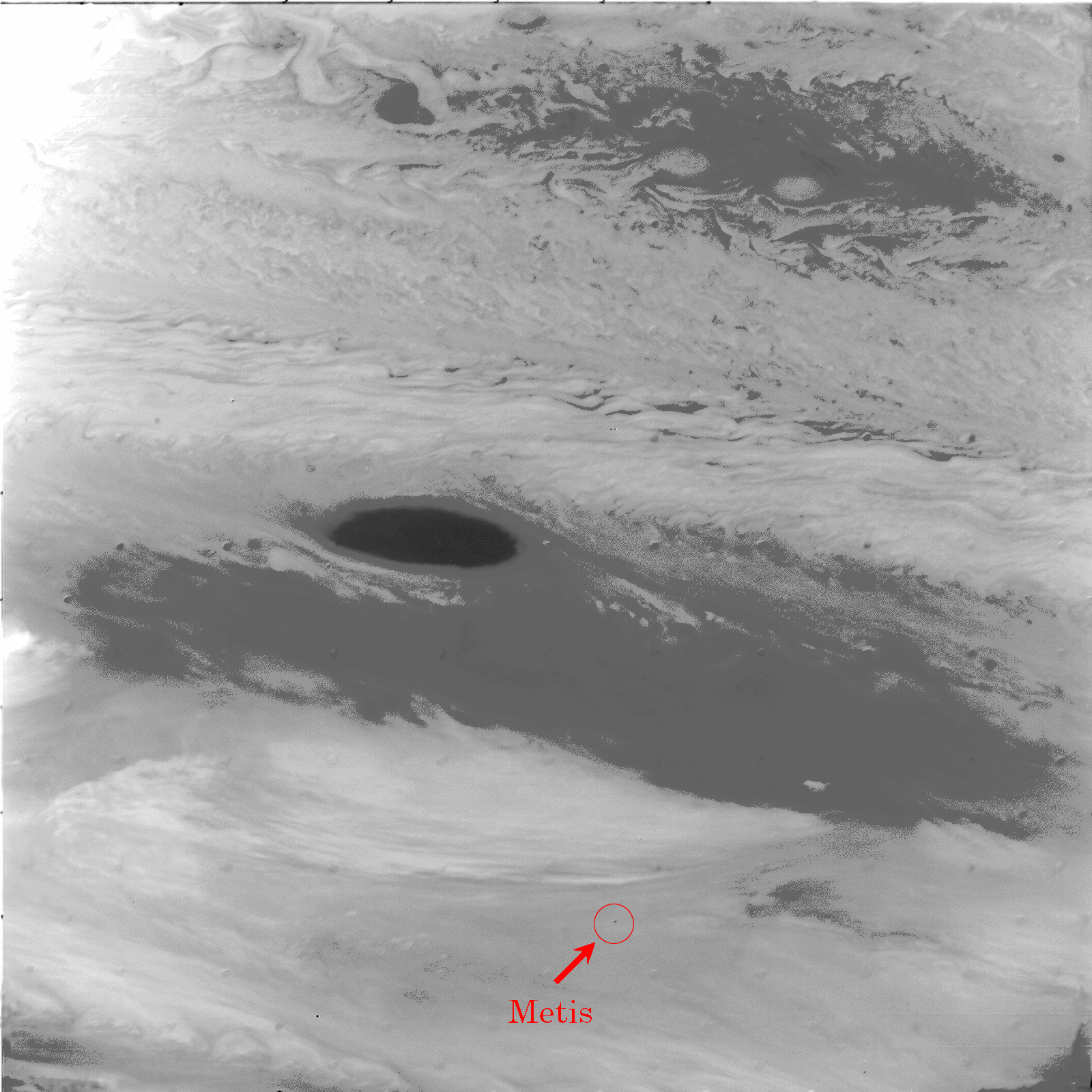
Ontdekking van Metis in 1979 Foto:Nasa/JPL-Caltech

Omdat de baan van Metis zo dicht bij Jupiter staat, ondervindt de maan extreme getijdenkrachten. Maar omdat de maan zulke kleine afmetingen heeft, slechts 29 kilometer in diameter, is dat niet voldoende om de maan uiteen te rijten. De vorm van de maan is zeer onregelmatig; de getijdenkrachten en periodieke inslagen hebben voorkomen dat de maan een bolvorm aannam.
De baan van Metis ligt binnenin de 'synchronale baan' van Jupiter en daardoor zal ze op den duur op Jupiter te pletter slaan. De Griekse god Zeus, gelijkgesteld met Jupiter, slokte Metis uit angst voor haar intelligentie op.